# 霍姆伍德峽谷 (加利福尼亞州)
霍姆伍德峽谷（英語：Homewood Canyon）是位於美國加利福尼亞州因約縣的一個人口普查指定地區。

## 地理
霍姆伍德峽谷的座標為35°53′24″N 117°23′11″W / 35.89000°N 117.38639°W，而該地最高點為海拔高度937米（即3074英尺）。

## 人口
根據2010年美國人口普查的數據，霍姆伍德峽谷的面積為26.546平方千米，當中陸地面積為26.546平方千米，而水域面積為0.000平方千米。當地共有人口44人，而人口密度為每平方千米1人。